# Procés de Haber-Bosch
El procés de Haber-Bosch, també anomenat síntesi de Haber-Bosch, o simplement síntesi de Haber, és la reacció de fixació del nitrogen amb nitrogen gas i hidrogen gas, sobre un catalitzador de ferro enriquit, per a produir amoníac.
El procés o síntesi de Haber és important perquè l'amoníac és difícil de produir a escala industrial, i, a més, els adobs fabricats amb amoníac són necessaris per a proveir un terç de la població mundial. Malgrat que el 78,1% de l'aire que respirem és nitrogen, aquest gas no és gaire reactiu perquè  les molècules de nitrogen estan unides per enllaços triples. A començaments del segle xx aquest mètode de producció de l'amoníac es va desenvolupar, aprofitant l'abundància de nitrogen a l'atmosfera. D'aquesta manera, l'amoníac es pot oxidar per a aconseguir nitrats i nitrits, els quals són imprescindibles per a produir adobs de nitrats i explosius.

## Història

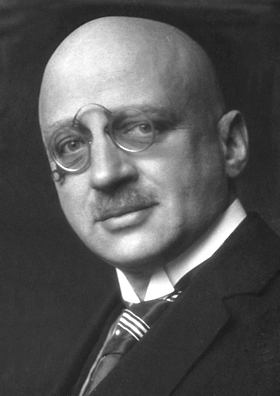
Fritz Haber, 1918

A començaments del segle xx alguns químics van provar, sense èxit, de fabricar amoníac a partir del nitrogen atmosfèric. Els grans problemes tècnics associats al procés de producció van ser resolts per Fritz Haber (amb l'ajut de Robert Le Rossignol, el qual va desenvolupar i construir els dispositius necessaris per treballar a altes pressions). La primera demostració amb èxit va tenir lloc a l'estiu de 1909, produint l'amoníac gota a gota a partir de l'aire: la velocitat de producció va ser d'una tassa cada dues hores. Aquest procés de síntesi de l'amoníac va ser comprat per la companyia química alemanya BASF, la qual va designar a Carl Bosch la difícil tasca de convertir la planta pilot de Haber (de poca producció) a una escala industrial. Haber i Bosch, posteriorment, van guanyar el Premi Nobel als anys 1918 i 1931 respectivament, per la seva feina en superar els problemes químics i d'enginyeria que suposa la producció química a gran escala, en un procés continu i a pressions elevades.
L'amoníac va ser fabricat, a escala industrial, per primera vegada usant el procés de Haber l'any 1913 en una planta química de la companyia BASF a Oppau (Alemanya). Durant la Primera Guerra Mundial es va aturar la producció de fertilitzants per tal de produir explosius. Per fer això, es va convertir l'amoníac en una forma sintètica del nitrat de sodi, el qual podia transformar-se en altres substàncies per produir pólvora i explosius de gran potència (els Aliats tenien accés a una gran quantitat de nitrat de sodi procedent dels jaciments naturals situats a Xile, els quals pertanyien majoritàriament a empresaris britànics. Per altra banda, els alemanys havien de fabricar-se el seu propi nitrat de sodi). S'ha comentat que sense el procés de Haber, Alemanya no hagués pogut lluitar a la Primera Guerra Mundial, o hauria d'haver-se rendit de manera prematura. A la fi de la Primera Guerra Mundial, al Tractat de Versalles pel qual se signaren les compensacions als vencedors, hi havia una clàusula que requeria que els vencedors tinguessin accés a la planta i al procés d'obtenció d'amoníac. El mateix 1919 els enginyers químics dels vencedors van entrar a la planta d'Oppau.

## El procés
La font principal d'hidrogen necessària per al procés Haber-Bosch és el metà contingut en el gas natural, obtingut mitjançant un procés anomenat catàlisi heterogènia. La catàlisi heterogènia no necessita tanta energia com el procés inicialment utilitzat per Bosch a la companyia BASF: l'electròlisi de l'aigua. Per altra banda, de manera poc freqüent, en alguns països com la Xina, el carbó és usat com a font principal d'hidrogen en un procés anomenat gasificació del carbó. Malgrat això, l'origen de l'hidrogen no suposa cap diferència en el procés de Haber-Bosch, ja que aquest només s'ocupa de la producció d'amoníac a partir de nitrogen gas i hidrogen gas.

### Preparació del gas de síntesi
En primer lloc, el metà es renta per tal de treure les impureses de sulfur que poden enverinar la reacció de catàlisi.
El metà net es fa reaccionar amb un corrent de vapor sobre un catalitzador d'òxid de níquel. Aquest procés s'anomena reformació amb vapor:
CH₄ + H₂O → CO + 3 H₂
En segon lloc, s'incorpora aire per tal de convertir el metà que no ha reaccionat en diòxid de carboni, monòxid de carboni, aigua i hidrogen.
2 CH₄ + O₂ → 2 CO + 4 H₂
CH₄ + 2 O₂ → CO₂ + 2 H₂O
Tot seguit, el monòxid de carboni en el corrent de vapor d'aigua forma més hidrogen.
CO + H₂O → CO₂ + H₂
La barreja de gasos s'introdueix en un reactor anomenat metanitzador, en el qual el CO que queda es converteix en metà: 
CO + 3 H₂ → CH₄ + H₂O
Aquest últim pas és necessari, ja que el monòxid de carboni pot enverinar la reacció de catàlisi. (Cal recalcar que aquesta reacció és la inversa de la reformació amb vapor). La reacció global té com a reactius el metà i el vapor d'aigua i com a productes el diòxid de carboni, vapor d'aigua i hidrogen gas.

### Síntesi de l'amoníac – procés de Haber
El pas final, que és el procés de Haber, és la síntesi de l'amoníac mitjançant una forma de magnetita: òxid de ferro com a catalitzador:
N₂ (g) + 3 H₂ (g)  2 NH₃ (g) (ΔH = -92.4 kJ·mol−1)
Això es fa a 15–25 MPa (150–250 Bar) i entre 300 i 550 °C, fent passar els gasos per quatre llits de catalitzador, i refredant en cada un dels passos per tal de mantenir una constant d'equilibri raonable. En cada pas hi ha rendiment del 15%, però els gasos que no han reaccionat tornen a recircular i, per tant, es pot aconseguir un rendiment total del 98%.
El reformat en vapor, el canvi de conversió, l'eliminació del diòxid de carboni, i la metanització tenen lloc a una pressió absoluta de 2.5–3.5 MPa (25–35 bar), i la síntesi de l'amoníac té lloc a una pressió absoluta de 6–18 MPa (60–180 bar), depenent del procés patentat utilitzat.

## Velocitat de reacció i reacció d'equilibri
Hi ha dos fets contraposats en la síntesi de l'amoníac: l'equilibri químic i la velocitat de reacció. A temperatura ambient, la reacció és lenta i, per tant, cal elevar la temperatura. Això fa que la velocitat de reacció augmenti, però, com que la reacció és exotèrmica, i d'acord amb el principi de Le Châtelier, l'equilibri es desplaça cap a l'esquerra, és a dir, cap a la formació de reactius i la consegüent disminució de productes. Per tant, la producció d'amoníac disminueix:
{\displaystyle K_{\mathrm {eq} }=\mathrm {\frac {p_{NH_{3}}^{2}}{p_{N_{2}}.p_{H_{2}}^{3}}} }
| Temperature (°C) | Keq         |
| ---------------- | ----------- |
| 300              | 4.34 x 10-3 |
| 400              | 1.64 x 10-4 |
| 450              | 4.51 x 10-5 |
| 500              | 1.45 x 10-5 |
| 550              | 5.38 x 10-6 |
| 600              | 2.25 x 10-6 |

A mesura que la temperatura augmenta l'equilibri químic es desplaça cap a l'esquerra i, com a resultat, la producció d'amoníac disminueix dràsticament segons l'equació de Van't Hoff. D'aquesta manera, es podria suposar que el procés tindrà lloc a baixes temperatures, juntament amb la utilització d'altres medis per incrementar la velocitat de reacció. Però el catalitzador necessita una temperatura mínima de 400 °C per ser eficient.
La pressió és l'opció més clara per tal d'afavorir la reacció directa, ja que hi ha 4 mols de reactius en forma de gas i 2 mols de productes en forma de gas (vegeu entropia), i la pressió utilitzada (al voltant de 200 atm) altera les concentracions a l'equilibri per donar un rendiment força rendible.
Malgrat això, des del punt de vista econòmic, augmentar de la pressió del procés és molt car. Les canonades i els reactors necessiten un reforç addicional, les vàlvules han d'estar més ben preparades, i, a més, existeixen condicions de seguretat específiques per treballar a pressions de 200 atm. A més a més, les bombes i els compressors gasten molta energia. Amb tot això, el rendiment resultant és d'un 15%.
Una altra manera d'incrementar el rendiment de la reacció seria treure el producte de la reacció (l'amoníac gas) del reactor. A la pràctica, però, l'amoníac gas no es treu directament del reactor, ja que la temperatura és molt elevada, sinó que es treu de la mescla de gasos a l'equilibri que surten del recipient. Els gasos a temperatura elevada es refreden mantenint una pressió alta, per tal de condensar l'amoníac i retirar-lo en forma líquida. L'hidrogen gas i el nitrogen gas són retornats al reactor perquè tornin a reaccionar.

## Els catalitzadors
El catalitzador no afecta l'equilibri químic; el que fa és proporcionar un mecanisme de reacció diferent amb una energia d'activació més baixa i, per tant, incrementa la velocitat de reacció. A més, aquest catalitzador es recupera, totalment inalterat, al final de la reacció. Les primeres cambres de reacció del procés de Haber–Bosch utilitzaven osmi i urani com a catalitzadors. Malgrat això, sota la direcció de l'investigador Alwin Mittasch de BASF en el 1909, es va descobrir un catalitzador de ferro, molt més barat, i que és el que actualment es fa servir.
A la pràctica, es fa servir un catalitzador de ferro que ha estat preparat a partir de la magnetita, un òxid de ferro, exposada a l'hidrogen gas a alta temperatura. Això provoca que part de la magnetita es redueixi a ferro metàl·lic, eliminant l'oxigen del procés. Malgrat això, el catalitzador manté gran part del seu volum durant la reacció de reducció, i, per tant, el resultat és un material molt porós que disposa d'una gran superfície de reacció (com més superfície de reacció més eficaç serà el catalitzador). Altres components minoritaris del catalitzador són l'òxid de calci i l'òxid d'alumini, els quals ajuden a mantenir durant més temps la superfície porosa del catalitzador de ferro, i el potassi, el qual incrementa la densitat d'electrons del catalitzador i, per tant, millora la seva activitat.
El mecanisme de reacció amb la participació d'un catalitzador heterogeni, es creu, té lloc de la manera següent: 
1. N₂ (g) → N₂ (adsorció)
2. N₂ (adsorció) → 2 N (adsorció)
3. H₂(g) → H₂ (adsorció)
4. H₂ (adsorció) → 2 H (adsorció)
5. N (adsorció) + 3 H (adsorció)→ NH₃ (adsorció)
6. NH₃ (adsorció) → NH₃ (g)

La reacció 5 té lloc en tres etapes, formació del NH, NH₂, i després NH₃. La reacció 2 és la que determina la velocitat de la reacció global, ja que és l'etapa lenta.
Un dels científics que més ha contribuït a la determinació d'aquest mecanisme de reacció ha estat Gerhard Ertl.

## Aspectes econòmics i mediambientals
El procés de Haber actualment produeix 100 milions de tones d'adob de nitrogen per any, principalment en forma d'amoníac anhidre, nitrat d'amoni, i urea. Entre el 3% i 5% de la producció mundial de gas natural és consumida en el procés de Haber (~1–2% de l'oferta mundial d'energia). Aquest adob és el responsable de proveir una tercera part de la població mundial, així com de diferents conseqüències negatives sobre el medi ambient. La producció d'hidrogen fent servir l'electròlisi de l'aigua amb energies renovables encara no és prou competitiva en comparació amb la utilització de combustibles fòssils, com pot ser el gas natural i, per tant, actualment només es produeix un 4% d'hidrogen amb energies netes. Per altra banda, l'augment de la utilització del procés de Haber va provocar la "crisi del nitrat" a Xile quan les mines de nitrat no van ser rendibles i van ser tancades. A causa d'això, molts xilens van quedar a l'atur.